# Bangerz
| Recensione | Giudizio |
| ---------- | -------- |
| AllMusic   |          |
| Billboard  |          |

Bangerz è il quarto album in studio della cantante statunitense Miley Cyrus, pubblicato l'8 ottobre 2013 dalla RCA Records.
In qualità di produttori esecutivi, la Cyrus e Mike Will Made It hanno lavorato insieme a nomi quali Cirkut, Pharrell Williams e will.i.am per la creazione del disco che, composto da tredici brani, include varie collaborazioni con Britney Spears, Future, Big Sean, Nelly, French Montana e Ludacris.

## Antefatti e produzione
La scelta di dedicarsi alla carriera musicale invece di concentrarsi sulla sua carriera cinematografica (come inizialmente previsto) ha portato Miley Cyrus a iniziare la pianificazione dell'album nel 2012. La progettazione è continuata nel 2013, momento in cui la cantante ha concluso il suo contratto con la Hollywood Records, firmando con la RCA Records.
Il produttore Sean Garrett ha definito l'album «divertente ed emozionante» e ha annunciato che Miley Cyrus avrebbe fatto una collaborazione con Britney Spears. In un'intervista di marzo, la cantante ha dichiarato che la sua nuova musica «avrebbe lasciato tutti a bocca asciutta» e che il progetto sarebbe stato pubblicato entro la fine dell'anno. Mike Will Made It ha invece dichiarato che il nome dell'album era stato deciso dopo essersi reso conto che «tutto l'album era una cannonata».

## Composizione
Bangerz è un album pop e R&B, con influenze che spaziano tra hip hop, synth pop e musica country. Durante un'intervista al The Ellen DeGeneres Show, Cyrus ha affermato che l'album parla di una storia in cui avviene una completa evoluzione, infatti il progetto inizia con Adore You per poi concludersi con Someone Else.

## Promozione
Il 6 agosto 2013, dopo aver raggiunto 13 milioni di follower su Twitter, la Cyrus ha affermato che il disco si sarebbe intitolato Bangerz; più tardi è stata rivelata anche la data di pubblicazione, fissata per l'8 ottobre 2013 negli Stati Uniti. Il 24 agosto, la Cyrus ha rivelato la copertina della versione standard e di quelle deluxe dell'album, le quali mostrano la cantante indossare un vestito nero con il titolo Bangerz riportato davanti ad alcuni alberi di palma. Il 25 agosto, Bangerz è stato reso disponibile per il pre-ordine su iTunes. Il 10 settembre venne rivelata la lista tracce dell'album.
Il primo singolo estratto dall'album è stato We Can't Stop, pubblicato il 3 giugno 2013. Il brano ha ottenuto successo mondiale, raggiungendo la seconda posizione della Billboard Hot 100 stilata dalla rivista statunitense Billboard e venendo certificato triplo disco di platino negli Stati Uniti d'America. Il brano è stato successivamente accompagnato dal video musicale uscito attraverso Vevo il 19 giugno, che ha ottenuto oltre 100 milioni di visualizzazioni in 37 giorni.
Il 25 agosto 2013 è stata la volta del secondo singolo Wrecking Ball, il quale ha debuttato in vetta negli Stati Uniti d'America con 477 000 copie, divenendo pertanto il più grande successo della cantante nel Paese; si è riconfermato in vetta anche nella seconda settimana con 301 000 copie vendute. Anche nel resto del mondo, si posizionò all'interno della top 20 di svariate classifiche, raggiungendo il secondo posto in Australia e Nuova Zelanda. Il relativo video, uscito il 9 settembre, ha ottenuto in un giorno oltre 19 milioni di visualizzazioni e oltre 100 milioni in sei giorni.
Il terzo ed ultimo singolo estratto dall'album è stato Adore You. Distribuito nelle stazioni radiofoniche mondiali il 17 dicembre 2013, il singolo è entrato nella Billboard Hot 100 alla 42ª posizione ed è stato certificato disco di platino dalla RIAA.

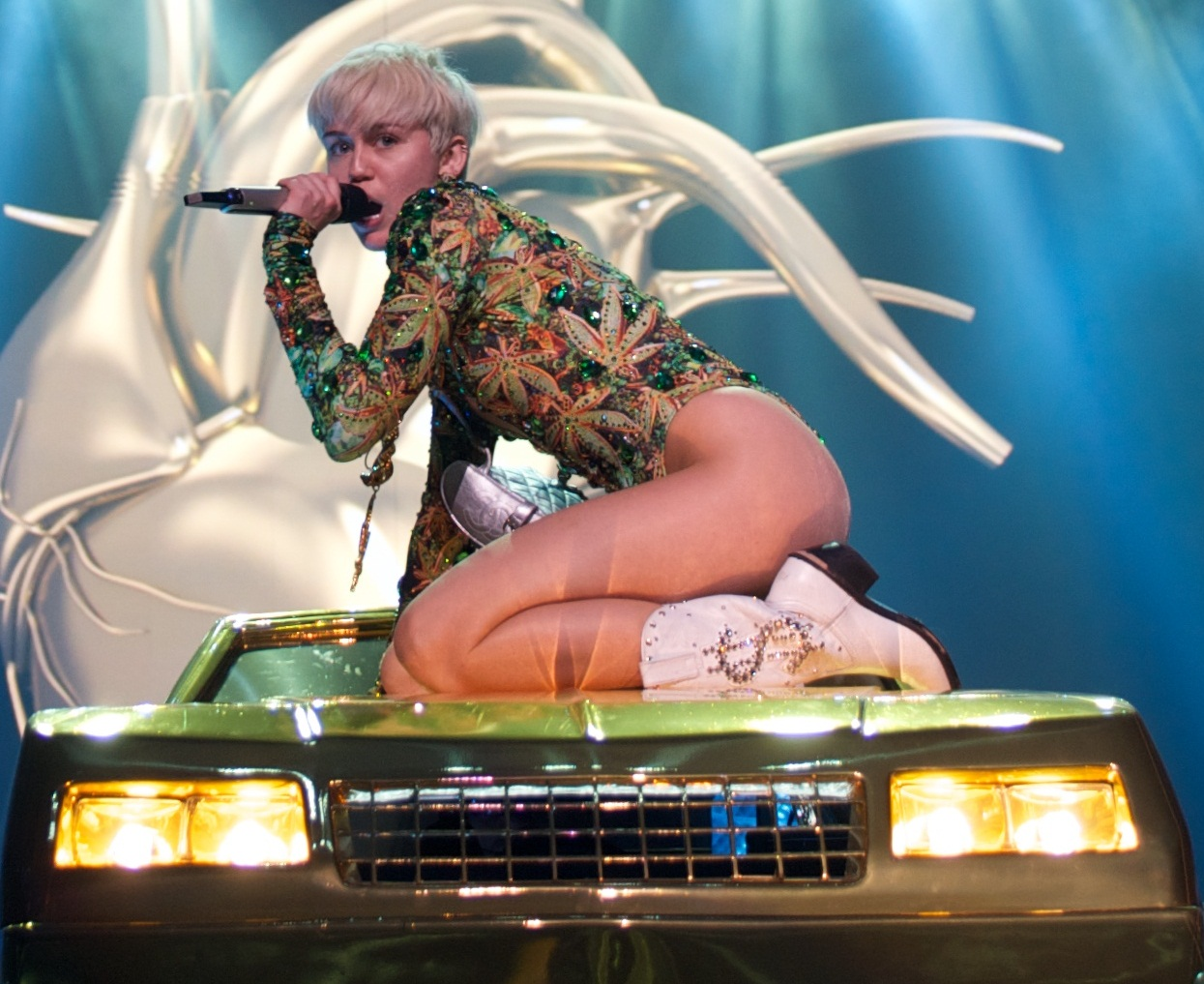
Miley Cyrus durante il Bangerz Tour nel 2014

Il 26 ottobre dello stesso anno, durante un'apparizione al programma televisivo Saturday Night Live, la cantante ha ufficialmente presentato il Bangerz Tour. La prima parte del tour, i cui biglietti sono stati resi disponibili a partire dal 16 novembre, ha visto la cantante esibirsi nell'America settentrionale ed era originariamente composta da 38 date, per le quali il gruppo svedese Icona Pop e la cantante statunitense Sky Ferreira avrebbero dovuto essere gli artisti d'apertura. Tuttavia, a causa di una reazione allergica ad alcuni farmaci della cantante avvenuta il 15 aprile, le restanti date nordamericane sono state rimandate ed allegate ad altre nuove, subito dopo quelle europee, tenutesi tra maggio e giugno 2014. Nella seconda parte del tour, la cantante si è esibita nell'America meridionale e in Oceania, tenendo il suo ultimo concerto del tour a Perth, in Australia, il 23 ottobre 2014.

## Tracce
1. Adore You – 4:39 (Stacy Barthe, Oren Yoel)
2. We Can't Stop – 3:51 (Michael L. Williams II, Pierre Ramon Slaughter, Timothy Thomas, Theron Thomas, Miley Cyrus, Douglas Davis, Ricky Walters)
3. SMS (Bangerz) (feat. Britney Spears) – 2:49 (Michael L. Williams II, Marquel Middlebrooks, Sean Garrett, Miley Cyrus)
4. 4x4 (feat. Nelly) – 3:12 (Pharrell Williams, Cornell Hayes Jr., Miley Cyrus)
5. My Darlin' (feat. Future) – 4:03 (Michael L. Williams II, Pierre Ramon Slaughter, Nayvadius Wilburn, Jeremih Felton, Miley Cyrus, Jerry Leiber, Mike Stoller, Ben E. King)
6. Wrecking Ball – 3:41 (Lukasz Gottwald, Maureen "Mozella" McDonald, Stephan Moccio, Sacha Skarbek, Henry Walter)
7. Love, Money, Party (feat. Big Sean) – 3:40 (Michael L. Williams II, Marquel Middlebrooks, Sean Anderson, Sean Garrett, Miley Cyrus)
8. #GETITRIGHT – 4:25 (Pharrell Williams)
9. Drive – 4:15 (Michael L. Williams II, Pierre Ramon Slaughter, Samuel Jean, Miley Cyrus)
10. FU (feat. French Montana) – 3:51 (Rami Samir Afuni, Maureen "Mozella" McDonald, Miley Cyrus, Karim Kharbouch)
11. Do My Thang – 3:45 (Miley Cyrus, William Adams, Michael McHenry, Ryan "DJ Replay" Buendia, Kyle Edwards, Jean-Baptiste)
12. Maybe You're Right – 3:33 (Michael L. Williams II, Pierre Ramon Slaughter, Camaron Ochs, John Shanks, Tyler Sam Johnson, Miley Cyrus)
13. Someone Else – 4:48 (Michael L. Williams II, Pierre Ramon Slaughter, Timothy Thomas, Theron Thomas, Miley Cyrus, Maureen "Mozella" McDonald)

Tracce bonus nell'edizione deluxe
1. Rooting for My Baby – 3:20 (Pharrell Williams, Miley Cyrus)
2. On My Own – 3:52 (Pharrell Williams)
3. Hands in the Air (feat. Ludacris) – 3:22 (Michael L. Williams II, Pierre Ramon Slaughter, Samuel Jean, Asia Bryant, Miley Cyrus, Christopher Bridges)

## Successo commerciale

### America
Il 16 ottobre, Bangerz ha debuttato alla prima posizione nella Billboard 200, vendendo 270 000 copie e risultando l'album di un artista femminile col più alto debutto del 2013 (record successivamente superato da Katy Perry con Prism, che ha venduto 286 000 copie nella prima settimana). Ha subito un calo di vendite nella seconda settimana, scendendo alla seconda posizione con 72 000 copie, accentuato poi da un ulteriore calo nella terza settimana, perdendo altre due posizioni e vendendo 43 000 copie. A febbraio 2014, l'album è stato certificato disco di platino dalla RIAA per aver venduto oltre un milione di copie Paese.
Anche in Canada Bangerz ha debuttato alla prima posizione della rispettiva classifica, venendo certificato disco di platino per le oltre 40 000 copie vendute. Per quanto riguarda l'America meridionale, l'album ha debuttato al primo posto sia in Argentina che in Brasile.

### Europa
Bangerz si classifica moderatamente in tutta l'Europa. In Regno Unito, sia l'album che Wrecking Ball debuttano alla numero uno delle rispettive classifiche nella stessa settimana, facendo della Cyrus la prima artista del 2013 ad essere in vetta ad entrambe le classifiche nel Paese. Ha raggiunto la numero uno anche in Norvegia, Irlanda e Scozia, mentre ha debuttato alla numero due e tre rispettivamente in Spagna e Italia. Si è inoltre collocato alla numero 4 in Svezia, Austria e Portogallo. In molti altri Paesi europei, come l'Paesi Bassi e la Danimarca, ha comunque raggiunto la top 10.

### Oceania
Anche in Oceania, Bangerz ha debuttato alla prima posizione delle classifiche australiane e neozelandesi, venendo certificato disco di platino in entrambi i Paesi.

## Classifiche

### Classifiche settimanali
| Classifica (2013) | Posizione massima |
| ----------------- | ----------------- |
| Australia         | 1                 |
| Austria           | 4                 |
| Belgio (Fiandre)  | 5                 |
| Belgio (Vallonia) | 11                |
| Canada            | 1                 |
| Danimarca         | 3                 |
| Finlandia         | 23                |
| Francia           | 9                 |
| Germania          | 9                 |
| Irlanda           | 1                 |
| Italia            | 3                 |
| Norvegia          | 1                 |
| Nuova Zelanda     | 2                 |
| Paesi Bassi       | 6                 |
| Portogallo        | 4                 |
| Regno Unito       | 1                 |
| Spagna            | 2                 |
| Stati Uniti       | 1                 |
| Svezia            | 4                 |
| Svizzera          | 7                 |

### Classifiche di fine anno
| Classifica (2013) | Posizione |
| ----------------- | --------- |
| Australia         | 64        |
| Belgio (Fiandre)  | 100       |
| Belgio (Vallonia) | 161       |
| Canada            | 32        |
| Francia           | 159       |
| Italia            | 86        |
| Regno Unito       | 71        |
| Spagna            | 35        |
| Stati Uniti       | 51        |
| Svezia            | 30        |
| Classifica (2014) | Posizione |
| Belgio (Fiandre)  | 142       |
| Belgio (Vallonia) | 175       |
| Canada            | 44        |
| Stati Uniti       | 23        |
| Svezia            | 37        |